# 대한민국 형사소송법 제44조
대한민국 형사소송법 제44조는 검사의 집행지휘를 요하는 사건에 대한 형사소송법의 조문이다.

## 조문
제44조(검사의 집행지휘를 요하는 사건) 검사의 집행지휘를 요하는 재판은 재판서 또는 재판을 기재한 조서의 등본 또는 초본을 재판의 선고 또는 고지한 때로부터 10일 이내에 검사에게 송부하여야 한다. 단, 법률에 다른 규정이 있는 때에는 예외로 한다. <개정 1961.9.1>

第44條(檢事의 執行指揮를 要하는 事件)檢事의 執行指揮를 要하는 裁判은 裁判書 또는 裁判을 記載한 調書의 謄本 또는 抄本을 裁判의 宣告 또는 告知한 때로부터 10日 以內에 檢事에게 送付하여야 한다. 但, 法律에 다른 規定이 있는 때에는 例外로 한다.  <개정 1961.9.1.>

## 참조 조문
제25조(재판서의 결정) ① 재판서에 잘못된 계산이나 기재, 그 밖에 이와 비슷한 잘못이 있음이 분명한 때에는 법원은 직권으로 또는 당사자의 신청에 따라 경정결정(更正決定)을 할 수 있다.  <개정 2007.10.29.>

 ②경정결정은 재판서의 원본과 등본에 덧붙여 적어야 한다. 다만, 등본에 덧붙여 적을 수 없을 때에는 경정결정의 등본을 작성하여 재판서의 등본을 송달받은 자에게 송달하여야 한다.  <개정 2007.10.29.>
③경정결정에 대하여는 즉시 항고를 할 수 있다. 다만, 재판에 대하여 적법한 상소가 있는 때에는 그러하지 아니하다.

## 참고 문헌
- 손동권 신이철, 새로운 형사소송법(초판, 2013), 세창, 2013. ISBN 9788984114081
- 신이철, 신형사소송법의 쟁점(2011)(개정판 7판), 유스티니아누스, 2010. ISBN 9788959460205